# Luigi Arditi
Pour les articles homonymes, voir Arditi.
 (décembre 2023).
Luigi Arditi, né à Crescentino dans le Piémont le 22 juillet 1822 et mort à Hove en Angleterre le 1er mai 1903, est un violoniste, compositeur et chef d'orchestre italien.

## Biographie
Luigi Arditi commence sa carrière musicale comme violoniste et étudie la musique au conservatoire de Milan. Il fait ses débuts en 1843 comme chef d'orchestre à Verceil, où il est nommé membre honoraire de l'Académie philharmonique. Il parcourt toute l'Italie et voyage jusqu'à La Havane en 1846. C'est là qu'il fait connaissance de Giovanni Bottesini. Il visite les États-Unis, où il dirige des opéras à New York, Philadelphie et ailleurs jusqu'en 1856. Cette année-là, après une visite à Constantinople, il décide de s'installer à Londres tout en continuant à se rendre aux États-Unis avec la Compagnie royale italienne d'opéra. Il dirige des orchestres en Allemagne et dans d'autres grandes villes européennes telles que Saint-Pétersbourg, Vienne et Madrid. Après 1855, il dirige au Covent Garden à Londres.

## Héritage
Les opéras les plus célèbres d'Arditi sont I Briganti, Il Corsaro et La Spia. Il a par ailleurs écrit de nombreuses chansons et des paroles de valses chantées, dont les plus populaires sont Il bacio, Le tortorelle, Se saran rose et Parla Waltz.
Son Inno Turco (1856) pour le sultan Abdülmecid Ier, composé sur un texte en ottoman, fut chanté par une chorale britannique en juillet 1867 au Crystal Palace lors d'une visite officielle du sultan Abdülaziz à Londres. Inno Turco fut enregistré pour la première fois par le musicologue turc Emre Araci (en) avec l'Orchestre symphonique et les Chœurs philharmoniques de Prague. Il fut publié en 2005 par le label Brilliant Classics.